# بوب هال (لاعب كرة قاعدة)
بوب هال (بالإنجليزية: Bob Hall)‏ هو لاعب كرة قاعدة أمريكي، ولد في 22 ديسمبر 1923 في Swissvale, Pennsylvania ‏ في الولايات المتحدة، وتوفي في 12 مارس 1983 في سانت بيترسبرغ في الولايات المتحدة.

## وصلات خارجية
- بوب هال على موقع دوري كرة القاعدة الرئيسي (الإنجليزية)
- بوب هال على موقعبيزبول رفرنس.كوم (الدوري الرئيسي) (الإنجليزية)
- بوب هال على موقعبيزبول رفرنس.كوم (الدوري الثانوي) (الإنجليزية)